# Джорджианска епоха
Джорджианската епоха е периодът в историята на Великобритания от 1714 до около 1830 – 37 г., който носи името на четирима крале с името Джордж от Хановерската династия: Джордж I, Джордж II, Джордж III и Джордж IV. Често в определението се включва и периодът на сравнително краткото управление на Уилям IV, приключило със смъртта му през 1837 г. Подпериодът Регентство касае регентството на Джордж IV (тогава още принц на Уелс) по време на болестта на баща му Джордж III.
Периодът се характеризира с усилване на парламентаризма, отслабване на кралската власт, укрепване на британската демокрация. По това време започва Индустриалната революция и започва бурно развитие на капитализма. Това е и периодът на Просвещението и революциите в Европа, войната за независимост на американските колонии, завоюването на Индия и Френската революция. Преходът от Джорджианската към Викторианската епоха в областта на религията, обществото и изкуствата се характеризира с преминаване от рационализъм към романтизъм и мистицизъм.
Прилагателното Джорджиански се използва обичайно в контекста на обществено-политическата история и архитектурата.
Джорджианската епоха е време на огромни социални промени, предизвикани от Индустриалната революция, довела до основаването на първите фабрики. В селските райони се извършва аграрна революция (British Agricultural Revolution) чрез подобряване на методите на обработка на земята и въвеждане на нови сортове. Фермерите съумяват да произвеждат повече с по-малко работници, като прибягват към постиженията на химията и техниката. От Новия свят са внесени нови селскостопански култури. Така става възможно изхранването на населението. Хората се придвижват от малките села към по-големите и градовете, появява се транспортна система, състояща се от развити пътна и канална мрежа, започва строежът на железопътни линии. В същото време расте емиграцията към Канада, Тринадесетте колонии (които през 1776 г. стават САЩ) и други части на империята.